# European Le Mans Series

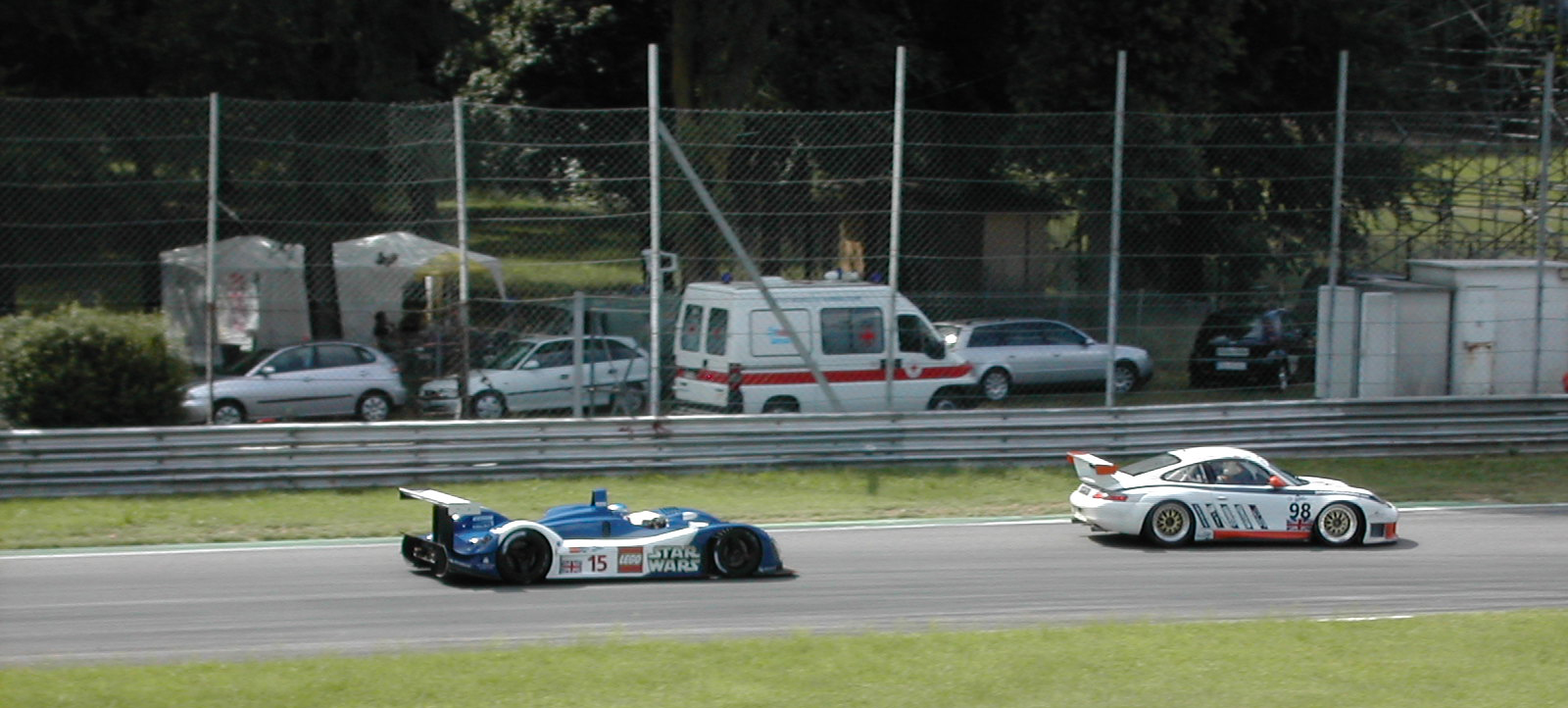
Una Zytek sorpassa una vettura di categoria inferiore durante l'edizione 2005 della 1000km di Monza

La European Le Mans Series, abbreviata con la sigla ELMS e denominata Le Mans European Series (LMES) fino al 2011, è un campionato automobilistico a livello europeo articolato su corse di durata nelle quali gareggiano esclusivamente vetture Sport Prototipo e Gran Turismo. La serie è stata creata e viene tuttora gestita dall'Automobile Club de l'Ouest come supporto della più famosa 24 Ore di Le Mans, i piazzati al primo e al secondo posto della classifica finale di ciascuna classe ricevono un invito di partecipazione all'edizione dell'anno successivo della maratona automobilistica francese.

## Storia
L'ACO, vedendo il successo dell'American Le Mans Series sul continente americano, ma non completamente soddisfatto per il fatto che le vetture non rispettavano pienamente i propri regolamenti (rivisti a discrezione dell'IMSA), al fine di aiutare le scuderie motoristiche rimaste prive di una serie nella quale competere dopo il fallimento del Campionato Endurance FIA, decise di dar vita ad un analogo campionato europeo sulla falsariga dell'ALMS in America. L'obiettivo dell'ACO era quello di creare una serie europea con regolamento analogo a quello in vigore alla 24 Ore di Le Mans, cercando di attrarre anche costruttori ufficiali proponendo gare più lunghe di quelle americane, ma con meno corse in calendario per cercare di contenere i costi.
La serie è stata promossa nel 2003 sotto il vessillo di LMES, quell'anno si trattava di un unico appuntamento denominato 1000 km di Le Mans, gara unica lanciata a scopo promozionale prima che la serie vera e propria venisse inaugurata nel 2004.
Nella stagione 2004 della Le Mans Series sono stati inseriti quattro eventi: la 1000 km di Monza, la 1000 km del Nürburgring, la 1000 km di Silverstone e la 1000 km di Spa. Un gran numero di concorrenti vi ha aderito, rendendo le corse interessanti per il pubblico.

Nel 2005, la serie è passata ad un formato di cinque gare, con l'aggiunta della 1000 km di Istanbul. Nel 2007, nella LMS si è anche disputata la prima e unica corsa d'oltremare in occasione della Mil Milhas Brasil, valida come il sesto round.
A partire dal 2012 il campionato cambia nome in European Le Mans Series.
Nel 2013 le gare sono cinque: Silverstone, Imola, Red Bull Ring, Hungaroring e Le Castellet.

## Le classi
Le vetture che corrono in questo campionato sono principalmente di 2 tipi, prototipi e GT, a loro volta suddivise in due categorie in base alle prestazioni velocistiche, perciò vi sono 4 classi differenti di automobili:

### LMP1(Le Mans Prototype 1- non più ammesse)

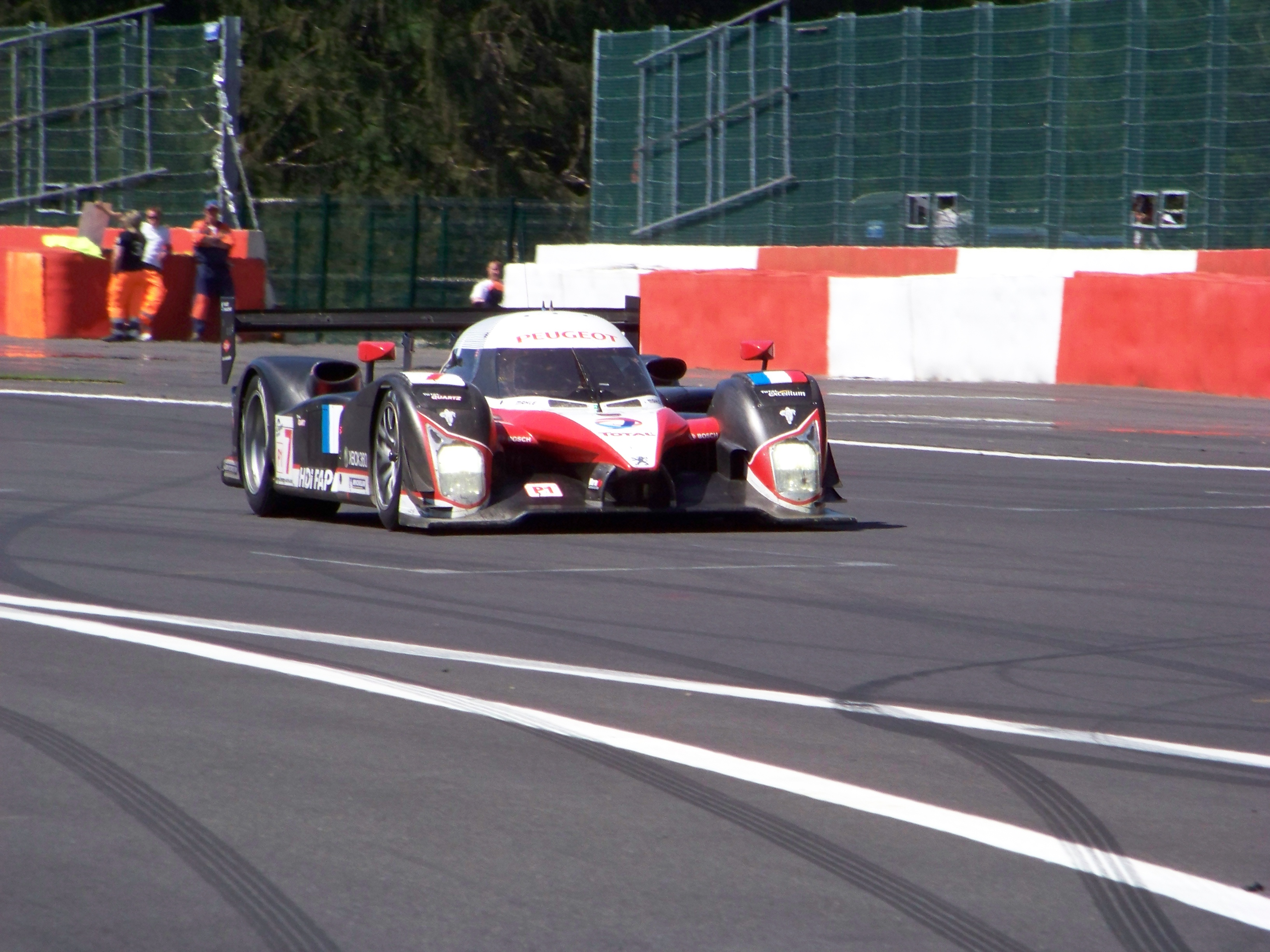
Peugeot 908 cat.LMP1

Era la categoria più veloce della serie, in cui si lottava per la vittoria generale della competizione. Comprendeva vetture completamente ideate per le corse, con carrozzeria aperta o chiusa, che facendo largo uso di tecnologie materiali e tecniche. Il regolamento imponeva loro un peso minimo di 900 kg, una lunghezza massima del corpo vettura di 4.650 mm e una larghezza massima di 2.000 mm, l'alettone posteriore aveva una larghezza massima di 1.600 mm. I motori potevano raggiungere potenze di quasi 700 CV. Esistevano restrizioni anche sulla cubatura dei propulsori: fino a 6.000 cm³ per i motori aspirati, fino a 4.000 cm³ per quelli sovralimentati e fino a 5.500 cm³ per i motori turbodiesel. Per limitare le potenze massime ed ottenere un'equivalenza tra i vari tipi di motori, il regolamento imponeva l'apposizione di flange di restrizione all'alimentazione dell'aria (air restrictor) di diverso diametro in base a cilindrata e sistema di alimentazione. Questi prototipi montavano ruote da 28,5" di diametro e 16" di larghezza, inoltre i dischi dei freni non dovevano superare i 380 mm di diametro e il serbatoio doveva possedere una capacità massima di 90 litri per i motori a benzina, 81 litri per i diesel.

Appartenevano a questa categoria vetture come: Peugeot 908 HDi FAP, Audi R15 TDI, Lola-Aston Martin B09/60, Pescarolo 01, Lola B10/60, Oreca 01, Ginetta-Zytek 09S, Audi R10 TDI, Peugeot 908, Audi R18 TDI, Lola Aston Martin DBR1-2. Dal 2012, con la creazione del nuovo Mondiale Endurance FIA, le LMP1 non sono più ammesse e il ruolo di classe regina è stato assunto dalle meno costose LMP2.

### LMP2 (Le Mans Prototype 2)

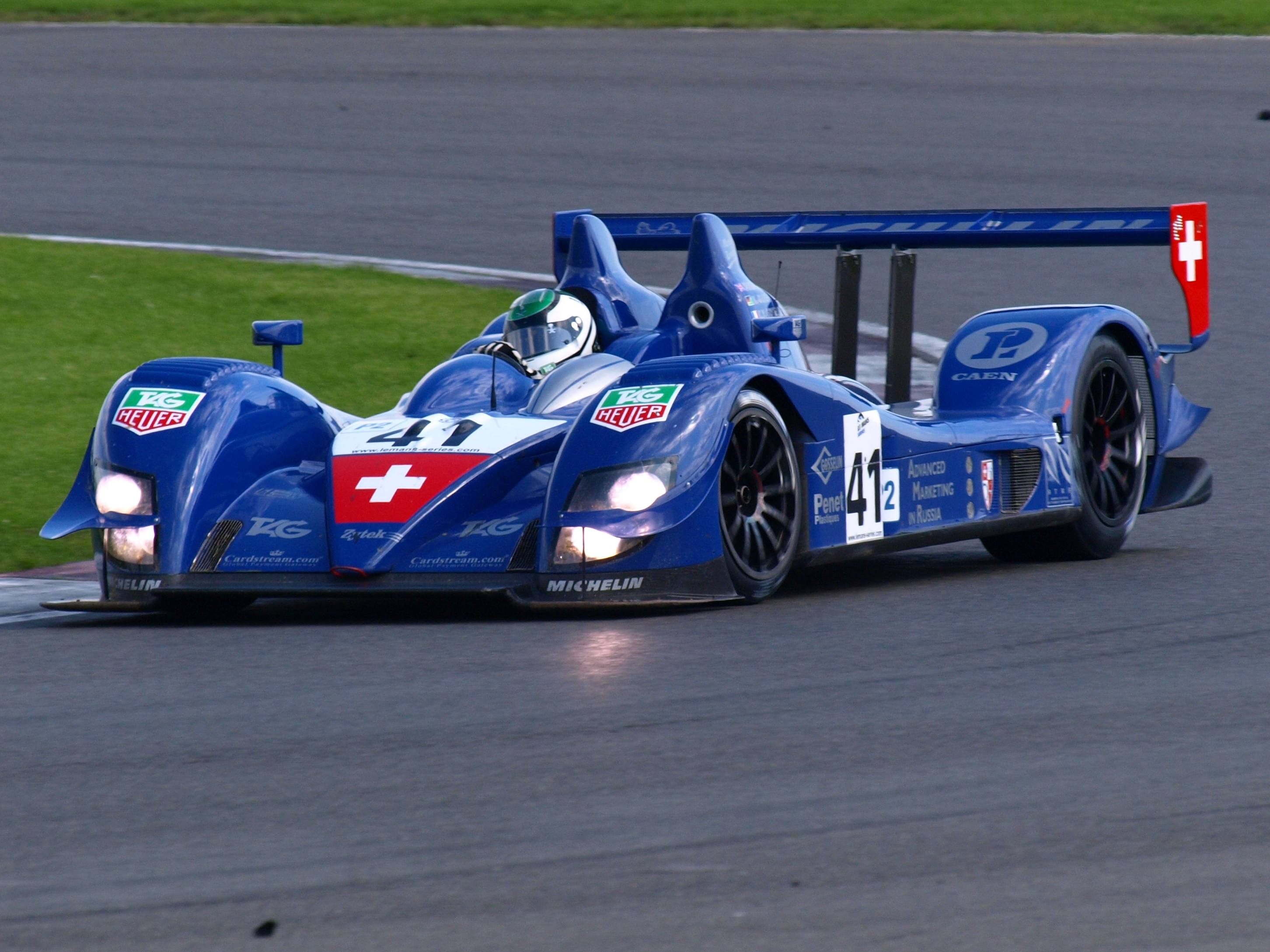
Zytek 07S/2 cat. LMP2

Come le LMP1, questa categoria è formata da prototipi progettati unicamente per le gare, queste vetture risultano più leggere, con un peso minimo regolamentare di 825 kg. Anche i motori sono più piccoli e meno potenti, possono essere atmosferici fino a otto cilindri con una cilindrata massima di 5.000 cm³, oppure sovralimentati fino a 6 cilindri e massimo 3.200 cm³. Sono ammessi motori Diesel con cilindrata massima di 4.400 cm³. Tutti i motori devono derivare da un'unità di serie prodotta e montata su autovetture di serie. Come per le LMP1, ci sono criteri analoghi per quanto riguarda diametro delle flange e pressione di sovralimentazione, in modo tale da ottenere potenze massime nell'ordine dei 500 CV. Le dimensioni del veicolo rimangono invariate rispetto alla categoria superiore, tranne per quanto riguarda le dimensioni delle ruote che hanno un diametro di 28" e una larghezza di 14", lo stesso vale per la misura dei dischi dei freni. La dimensione del serbatoio scende invece a 75 litri.

Appartengono a questa classe vetture come: Pescarolo 01 (Motorizzate Judd), HPD ARX-01c, Lola B09 (Motorizzate Judd e HPD), Radical SR9, Courage-Oreca LC75, Ginetta-Zytek 09S, Ligier JS-P2.
Dal 2017 il nuovo regolamento unificato con la serie americana IMSA prevederà solo più vetture ad abitacolo chiuso e costruite da costruttori "omologate" (Dallara, Riley, Onroak Automotive (con il marchio Ligier) e Oreca.
Queste prime due classi devono sottostare al regolamento dell'Automobile Club de l'Ouest

### LMP3(Le Mans Prototype 3- dal 2015)
Come le LMP1, LMP2 e FLM, questa categoria è formata da prototipi progettati unicamente per la gara, ma con un occhio di riguardo ai costi, per attrarre più concorrenti.
In sostanza si tratta di vetture tutte con unico Motore Nissan V8 e telai costruiti dalla Francese Oreca. È libera la veste aerodinamica realizzata da case come Onroak Automotive(con il marchio Ligier) e Ginetta

### GT1 (Gran Turismo 1 - non più ammesse)

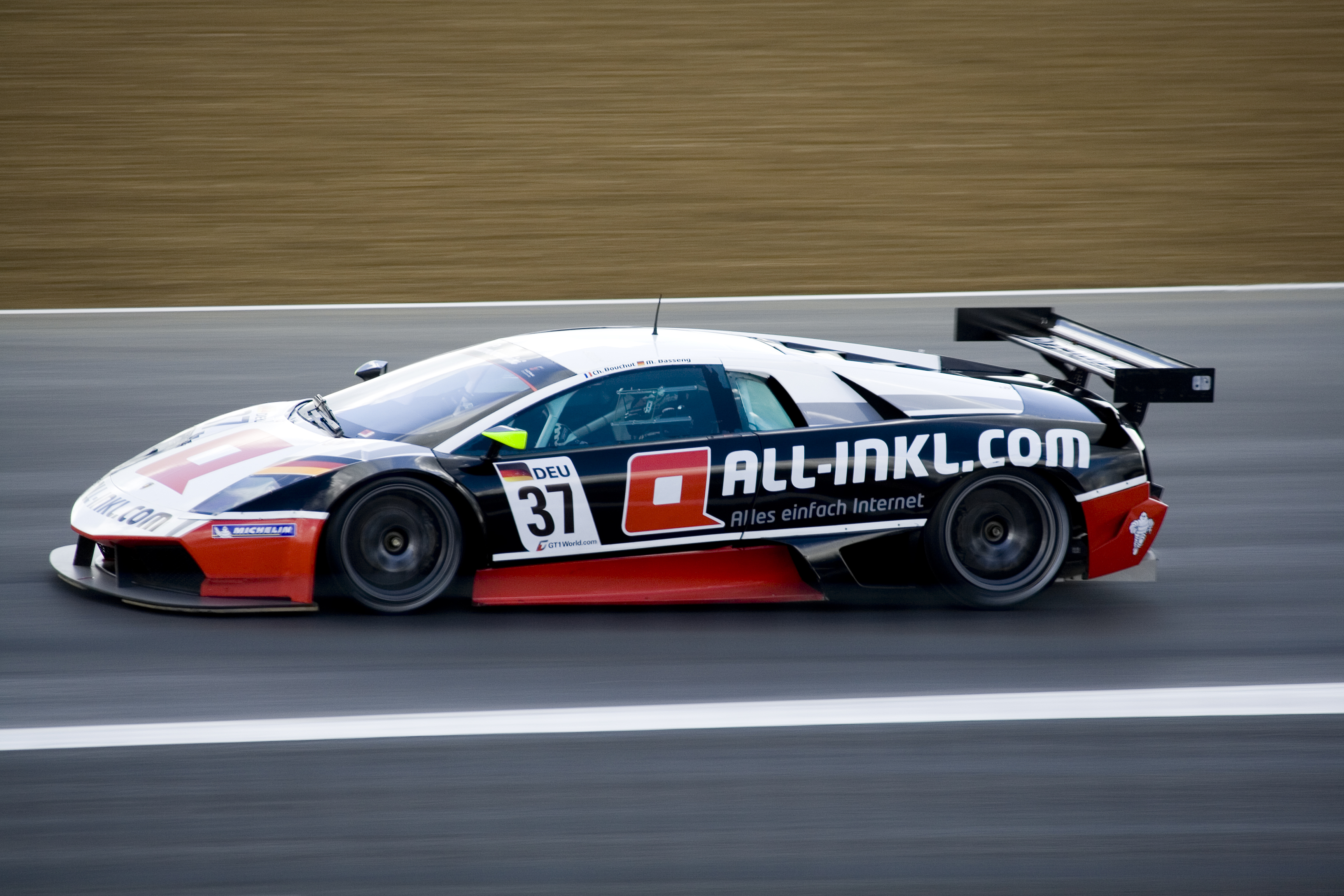
Lamborghini Murciélago R-SV

Le categorie GT derivano da automobili prodotte di serie, con un numero minimo di esemplari prodotti fissato a 100 per le grandi case automobilistiche e 25 per quelle piccole. I motori, di cilindrata massima di 8.000 cm³ se aspirati e 4.000 cm³ per i sovralimentati, raggiungono potenze nell'ordine dei 650 CV, cosa che- unitamente ad un corpo vettura dal peso minimo di 1125 kg (1150 kg per Aston Martin DBR9 e Chevrolet Corvette)- permette loro di competere anche con i prototipi. Pesanti modifiche sono effettuabili al modello di base. Le dimensioni della vettura sono limitate in larghezza: 2 m al massimo; il cambio deve possedere un massimo di sei marce, più la retromarcia. Un ultimo particolare è il colore dei fari, giallo per regolamento. Questo è determinato un po' dalla tradizione francese, un po' dalla possibilità di essere distinti dai prototipi di notte, negli specchietti di chi li precede. La capacità del serbatoio è limitata a 90 litri.
Appartengono a questa classe vetture come: Aston Martin DBR9, Corvette C6R, Saleen S7R, Lamborghini Murciélago R-SV, Ford GT1.Dal 2011 la classe GT1 scompare dalla LMS.

### LM-GTE (Gran Turismo 2)

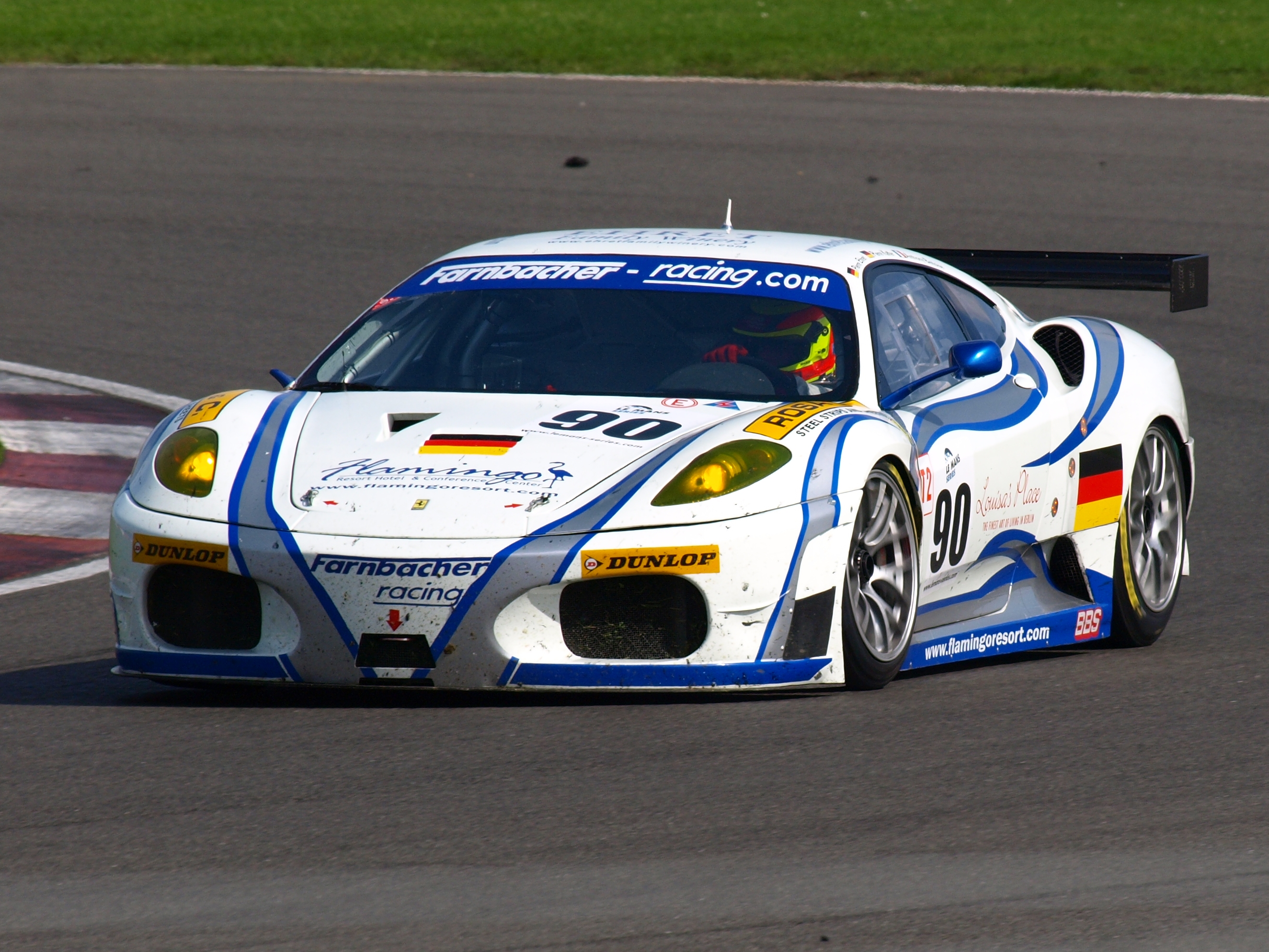
Ferrari F430 GTC

Meno potenti delle GT1, con motori capaci di 450-500 CV al massimo, le GT2 mantengono pesi, dimensioni, capacità del serbatoio, cilindrata, colore dei fari e numero di marce della categoria superiore. A cambiare sono le possibilità di modifiche alle macchine di serie, sono ad esempio vietati i freni carboceramici.
Appartengono a questa categoria: Ferrari F430 GTC, Porsche 997 GT3 RSR, Spyker C8 Laviolette GT2-R, Aston Martin V8 Vantage GT2, BMW E92 M3 GT2.Dal 2011 al 2012 la classe viene divisa in due: GT-Pro per equipaggi di professionisti e GT-Am per equipaggi con un solo professionista o di soli gentleman e con vetture vecchie di un anno.
Dal 2013 la GT-Pro viene soppressa (rimarrà solo per il campionato mondiale)

### LM-GTC (Gran Turismo 3)
Nel 2013 viene introdotta la classe GTC, basta sul regolamento delle vetture GT3.
Nel 2016 tale serie a causa dei pochi partecipanti, viene scorporata nella "GT3 Le Mans Cup" ("Michelin Le Mans Cup", secondo la denominazione data dallo sponsor) con 5 gare di 2 ore, anziché di 4. Quattro di queste gare nello stesso week-end delle gare principali ed una in occasione della 24 Ore di Le Mans, con in pista anche le vetture LMP3, impegnate in una loro gara fuori campionato.

## Evoluzioni categorie
Le vetture che partecipano a questo evento si dividono in due grandi categorie prototipi e GT (Gran Turismo).
I primi prototipi sono stati classificati in due categorie: LMP900 (ora LMP1) e LMP675 (ora LMP2). Nel 2012 e per la creazione del nuovo Mondiale Endurance FIA, le LMP1 non sono più ammesse.
Anche la categoria GT ha visto cambiamenti con inizialmente due categorie: GTS (successivamente GT1) e GT (successivamente GT2). La prima categoria è stata abolita nel 2011, nel tentativo di contenere i costi. Questo restyling ha dato vita alle categorie LM GTE Pro (ex GT2) e LM GTE Am (limitata a un equipaggio di pilota professionista). Una nuova categoria è stata aggiunta nel 2012, la LMGTC aperta a vetture utilizzate nella serie monomarca: Ferrari F430 Challenge, Lotus Evora GT4/GTC e la Porsche 911 Carrera Cup 2010 e 2011.

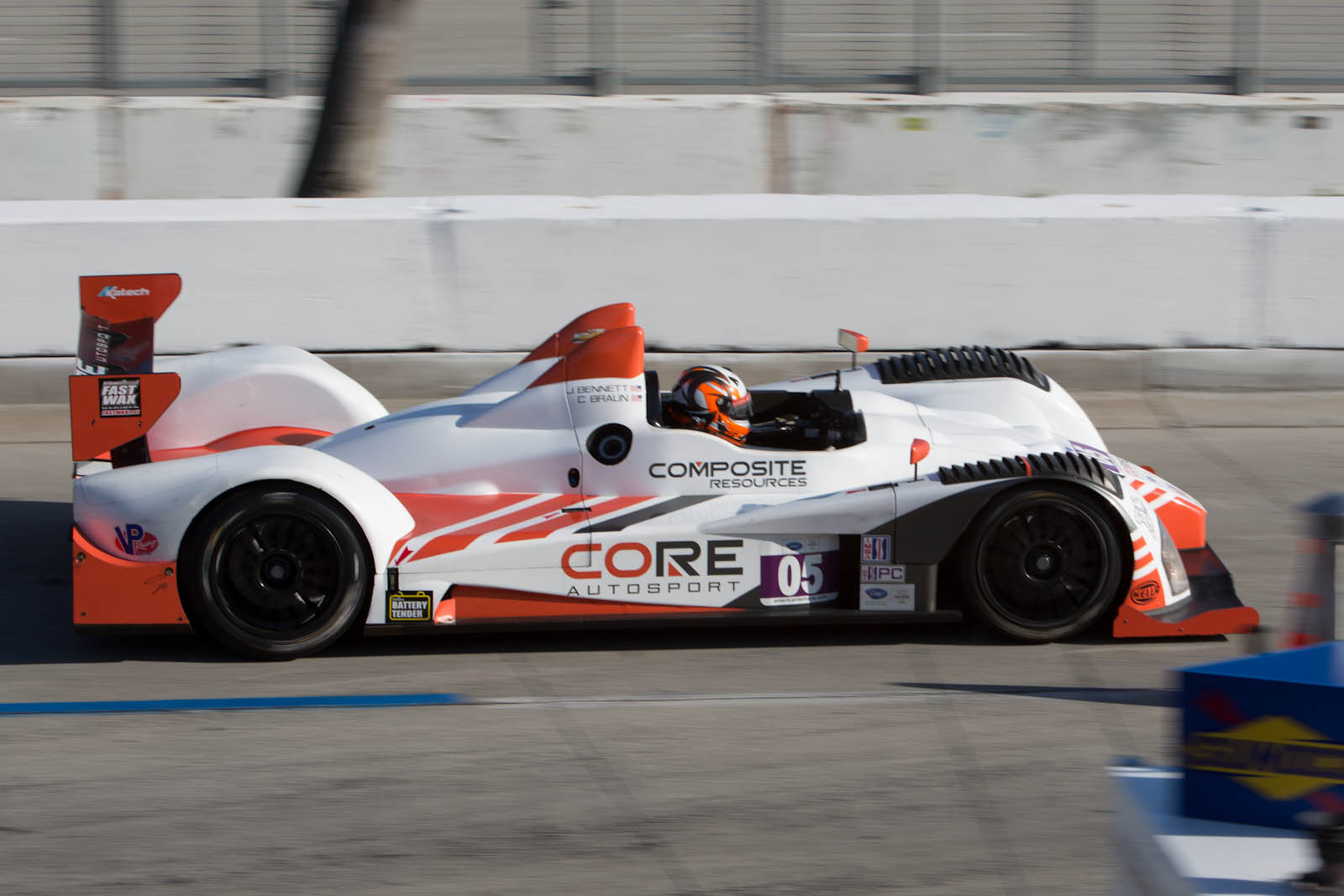
Una Oreca FLM09-Chevrolet cat. FLM (circuito di Long Beach nell'American Le Mans Series cat.LMPC)

### FLM (Formula Le Mans)
Una terza categoria di prototipi è apparsa nel 2010, quando il Campionato FLM (Formula Le Mans nato nel 2009) è stato incluso nella competizione.
La classe FLM sono auto provenienti dal monomarca Oreca organizzato dall'ACO "Formula Le Mans" che si corre con Oreca FLM09 vettura basata sullo chassis Courage LC75 LMP2 equipaggiata con motore V8 del gruppo General Motors, nell'American Le Mans Series la classe è denominata LMPC.

## Albo d'oro
|      |         | LMP1                                                      | LMP2                                               | GT1                                                    | GT2                                                 |                               |
| ---- | ------- | --------------------------------------------------------- | -------------------------------------------------- | ------------------------------------------------------ | --------------------------------------------------- | ----------------------------- |
| 2004 | Squadre | Audi Sport UK Veloqx                                      | Courage Compétition                                | Larbre Compétition                                     | Sebah Automotive                                    |                               |
| 2004 | Vetture | Audi R8                                                   | Courage C65 AER                                    | Ferrari 550 Maranello GTS-R                            | Porsche 996 GT3 RS                                  |                               |
| 2004 | Piloti  | Johnny Herbert Jamie Davies                               | Alexander Frei Sam Hancock                         | Pedro Lamy Christophe Bouchut Steve Zacchia            | Roman Rusinov                                       |                               |
| 2005 | Squadre | Pescarolo Sport                                           | Chamberlain-Synergy                                | BMS Scuderia Italia                                    | Sebah Automotive                                    |                               |
| 2005 | Vetture | Pescarolo C60 Hybrid Judd                                 | Lola B05/40 AER                                    | Ferrari 550 Maranello GTS-R                            | Porsche 996 GT3 RS                                  |                               |
| 2005 | Piloti  | Jean-Christophe Boullion Emmanuel Collard                 | Gareth Evans                                       | Michele Bartyan Christian Pescatori Toni Seiler        | Xavier Pompidou Marc Lieb                           |                               |
| 2006 | Squadre | Pescarolo Sport                                           | Barazi-Epsilon                                     | Aston Martin-Larbre Compétition                        | Autorlando Sport                                    |                               |
| 2006 | Vetture | Pescarolo C60 Hybrid Judd                                 | Courage C65 AER                                    | Aston Martin DBR9                                      | Porsche 997 GT3 RSR                                 |                               |
| 2006 | Piloti  | Jean-Christophe Boullion Emmanuel Collard                 | Juan Barazi Michael Vergers                        | Pedro Lamy Gabriele Gardel Vincent Vosse               | Marc Lieb Joel Camathias                            |                               |
| 2007 | Squadre | Team Peugeot Total                                        | Ray Mallock Ltd.                                   | Team Oreca                                             | Virgo Motorsport                                    |                               |
| 2007 | Vetture | Peugeot 908 HDi FAP                                       | MG Lola EX264 AER                                  | Saleen S7R                                             | Ferrari F430 GTC                                    |                               |
| 2007 | Piloti  | Stéphane Sarrazin Pedro Lamy                              | Mike Newton Thomas Erdos                           | Soheil Ayari Stéphane Ortelli                          | Robert Bell                                         |                               |
| 2008 | Squadre | Audi Sport Team Joest                                     | Van Merksteijn Motorsport                          | Luc Alphand Aventures                                  | Virgo Motorsport                                    |                               |
| 2008 | Vetture | Audi R10 TDI                                              | Porsche RS Spyder Evo                              | Chevrolet Corvette C6.R                                | Ferrari F430 GTC                                    |                               |
| 2008 | Piloti  | Alexandre Prémat Mike Rockenfeller                        | Jos Verstappen Peter van Merksteijn                | Guillaume Moreau Patrice Goueslard                     | Robert Bell                                         |                               |
| 2009 | Squadre | Aston Martin Racing                                       | Quifel ASM Team                                    | Luc Alphand Aventures                                  | Team Felbermayr-Proton                              |                               |
| 2009 | Vetture | Lola-Aston Martin B09/60                                  | Ginetta-Zytek 09S                                  | Chevrolet Corvette C6.R                                | Porsche 997 GT3 RSR                                 |                               |
| 2009 | Piloti  | Tomáš Enge Jan Charouz Stefan Mücke                       | Miguel Amaral Olivier Pla                          | Patrice Goueslard Yann Clairay                         | Marc Lieb Richard Lietz                             |                               |
| 2010 | Squadre | Team Oreca Matmut                                         | RML                                                | Larbre Compétition                                     | Team Felbermayr-Proton                              |                               |
| 2010 | Vetture | Peugeot 908 HDi FAP                                       | Lola B08/80 HPD                                    | Saleen S7-R                                            | Porsche 997 GT3 RSR                                 |                               |
| 2010 | Piloti  | Stéphane Sarrazin                                         | Mike Newton Thomas Erdos                           | Gabriele Gardel Patrice Goueslard                      | Marc Lieb Richard Lietz                             |                               |
|      |         | LMP1                                                      | LMP2                                               | FLM                                                    | GTE Pro                                             | GTE Am                        |
| 2011 | Squadre | Rebellion Racing                                          | Greaves Motorsport                                 | Pegasus Racing                                         | AF Corse                                            | IMSA Performance Matmut       |
| 2011 | Vetture | Lola B10/60                                               | Zytek Z11SN                                        | Oreca FLM09                                            | Ferrari 458 GTC                                     | Porsche 997 GT3-RSR           |
| 2011 | Piloti  | Emmanuel Collard Julien Jousse                            | Karim Ojjeh Tom Kimber-Smith                       | Mirco Schultis Patrick Simon Francia Julien Schell     | Giancarlo Fisichella Gianmaria Bruni                | Nicolas Armindo Raymond Narac |
| 2012 | Squadre |                                                           | Thiriet by TDS Racing                              | Boutsen Ginion Racing                                  | JMW Motorsport                                      | IMSA Performance Matmut       |
| 2012 | Vetture | Oreca 03-Nissan                                           | Oreca FLM09                                        | Ferrari 458 GTC                                        | Porsche 997 GT3-RSR                                 |                               |
| 2012 | Piloti  | Mathias Beche Pierre Thiriet                              | John Hartshorne                                    | Jonny Cocker                                           | Nicolas Armindo Raymond Narac Anthony Pons          |                               |
|      |         | LMP2                                                      | FLM                                                | LMGTE (GT2)                                            | GTC (GT3)                                           |                               |
| 2013 | Squadre | Signatech Alpine                                          | Oreca                                              | RAM Racing                                             | SMP Racing                                          |                               |
| 2013 | Vetture | Oreca 03/Alpine Nissan                                    | Oreca FLM09                                        | Ferrari 458 GT2                                        | Ferrari 458 GT3                                     |                               |
| 2013 | Piloti  | Nelson Panciatici Pierre Ragues                           | Paul-Loup Chatin Gary Hirsch                       | Johnny Mowlem Matt Griffin                             | Fabio Babini Viktor Shaitar Kirrill Ladygin         |                               |
| 2014 | Squadre | Signatech Alpine                                          |                                                    | SMP Racing                                             | SMP Racing                                          |                               |
| 2014 | Vetture | Alpine A450                                               |                                                    | Ferrari F458 Italia                                    | Ferrari 458 Italia GT3                              |                               |
| 2014 | Piloti  | Nelson Panciatici Oliver "Oli" Webb Paul-Loup Chatin      |                                                    | Andrea Bertolini Viktor Shaytar Sergey Zlobin          | Olivier Beretta Anton Ladygin Devi Markozov         |                               |
|      |         | LMP2                                                      | LMP3                                               | LMGTE (GT2)                                            | GTC (GT3)                                           |                               |
| 2015 | Squadre | Greaves Motorsport                                        | Team LNT                                           | Formula Racing                                         | TDS Racing                                          |                               |
| 2015 | Vetture | Gibson 015S                                               | Ginetta-Juno LMP3                                  | Ferrari 458 Italia GT2                                 | BMW Z4 GT3 GT3                                      |                               |
| 2015 | Piloti  | Gary Hirsch Jon Lancaster Björn Wirdheim                  | Chris Hoy Charlie Robertson                        | Johnny Laursen Mikkel Mac Andrea Rizzoli               | Eric Dermont Dino Lunardi Franck Perera             |                               |
|      |         | LMP2                                                      | LMP3                                               | LMGTE (GT2)                                            |                                                     |                               |
| 2016 | Squadre | G-Drive Racing                                            | United Autosports                                  | Aston Martin Racing                                    |                                                     |                               |
| 2016 | Vetture | Gibson 015S                                               | Ligier JS P3                                       | Aston Martin Vantage GTE                               |                                                     |                               |
| 2016 | Piloti  | Simon Dolan Giedo van der Garde Harry Tincknell           | Alex Brundle Christian England Mike Guasch         | Andrew Howard Alexander "Alex" MacDowall Darren Turner |                                                     |                               |
| 2017 | Squadre | G-Drive Racing                                            | United Autosports                                  | JMW Motorsport                                         |                                                     |                               |
| 2017 | Vetture | Oreca 07                                                  | Ligier JS P3                                       | Ferrari 488 GTE                                        |                                                     |                               |
| 2017 | Piloti  | Guillermo "Memo" Rojas Jr. Léo Roussel                    | John Falb Sean Rayhall                             | Jody Fannin Robert Smith                               |                                                     |                               |
| 2018 | Squadre | G-Drive Racing                                            | Eurointernational                                  | Proton Competition                                     |                                                     |                               |
| 2018 | Vetture | Oreca 07                                                  | Ligier JS P3                                       | Porsche 911 RSR                                        |                                                     |                               |
| 2018 | Piloti  | Andrea Pizzitola Roman Rusinov                            | Kay van Berlo Giorgio Mondini                      | Gianluca Roda Giorgio Roda                             |                                                     |                               |
| 2019 | Squadre | IDEC Sport                                                | Eurointernational                                  | Luzich Racing                                          |                                                     |                               |
| 2019 | Vetture | Oreca 07                                                  | Ligier JS P3                                       | Ferrari 488 GTE                                        |                                                     |                               |
| 2019 | Piloti  | Paul-Loup Chatin Paul Lafargue Guillermo "Memo" Rojas Jr. | Mikkel Jensen Jens Petersen                        | Fabien Lavergne Nicklas Nielsen Alessandro Pier Guidi  |                                                     |                               |
| 2020 | Squadre | United Autosports                                         | United Autosports                                  | Proton Competition                                     |                                                     |                               |
| 2020 | Vetture | Oreca 07                                                  | Ligier JS P3                                       | Porsche 911 RSR                                        |                                                     |                               |
| 2020 | Piloti  | Filipe Albuquerque Philip Hanson                          | Wayne Boyd Tom Gamble Robert Wheldon               | Michele Beretta Alessio Picariello Christian Ried      |                                                     |                               |
|      |         | LMP2                                                      | LMP2 Pro-Am                                        | LMP3                                                   | LMGTE                                               |                               |
| 2021 | Squadre | Team WRT                                                  | G-Drive Racing                                     | DKR Engineering                                        | Iron Lynx                                           |                               |
| 2021 | Vetture | Oreca 07                                                  | Aurus 01                                           | Duqueine M30 - D08                                     | Ferrari 488 GTE Evo                                 |                               |
| 2021 | Piloti  | Robert Kubica Louis Delétraz Ye Yifei                     | John Falb Rui Andrade                              | Laurents Hörr                                          | Matteo Cressoni Miguel Molina Rino Mastronardi      |                               |
| 2022 | Squadre | Prema Racing                                              | Racing Team Turkey                                 | Cool Racing                                            | Proton Competition                                  |                               |
| 2022 | Vetture | Oreca 07                                                  | Oreca 07                                           | Ligier JS P320                                         | Porsche 911 RSR-19                                  |                               |
| 2022 | Piloti  | Louis Delétraz Ferdinando d'Asburgo                       | Charlie Eastwood Salih Yoluç                       | Mike Benham Malthe Jakobsen Maurice Smith              | Gianmaria Bruni Christian Ried Lorenzo Ferrari      |                               |
| 2023 | Squadre | Algarve Pro Racing                                        | AF Corse                                           | Cool Racing                                            | Proton Competition                                  |                               |
| 2023 | Vetture | Oreca 07                                                  | Oreca 07                                           | Ligier JS P320                                         | Porsche 911 RSR-19                                  |                               |
| 2023 | Piloti  | Alexander Lynn James Allen Kyffin Simpson                 | François Perrodo Matthieu Vaxivière                | Marcos Siebert Alex García Adrien Chila                | Alessio Picariello Ryan Hardwick Zacharie Robichon  |                               |
| 2024 | Squadre | AO by TF                                                  | AF Corse                                           | RLR MSport                                             | Iron Lynx                                           |                               |
| 2024 | Vetture | Oreca 07                                                  | Oreca 07                                           | Ligier JS P320                                         | Lamborghini Huracán GT3 Evo 2                       |                               |
| 2024 | Piloti  | Louis Delétraz Jonny Edgar Robert Kubica                  | François Perrodo Alessio Rovera Matthieu Vaxivière | Nick Adcock Michael Jensen Gaël Julien                 | Andrea Caldarelli Hiroshi Hamaguchi Axcil Jefferies |                               |
| 2025 | Squadre |                                                           |                                                    |                                                        |                                                     |                               |
| 2025 | Vetture |                                                           |                                                    |                                                        |                                                     |                               |
| 2025 | Piloti  |                                                           |                                                    |                                                        |                                                     |                               |

| Sigla   | Categorie dal 2012 |
| ------- | ------------------ |
| LMP2    | Prototipi          |
| FLM     | Prototipi          |
| GTE Pro | GT                 |
| GTE Am  | GT                 |

| Sigla       | Categorie dal 2016 |
| ----------- | ------------------ |
| LMP2        | Prototipi          |
| LMP3        | Prototipi          |
| LMGTE (GT2) | GT                 |

## Circuiti

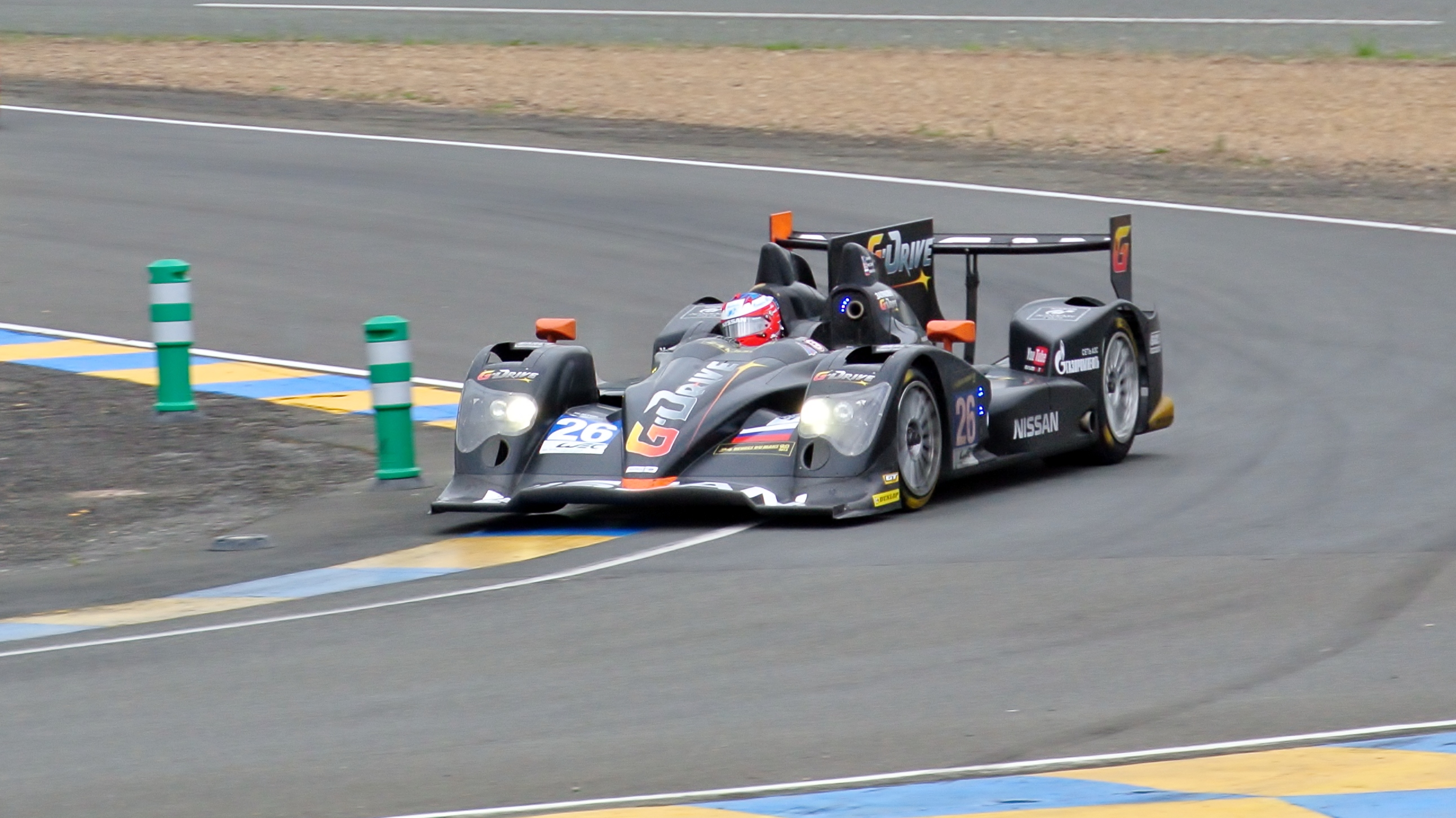
Oreca 03-Nissan LMP2 Le Mans series 2013

Circuiti dove si è svolta la manifestazione nel corso degli anni.
- Algarve (2009-2010, 2017-2018)
- Valencia (2007)
- Donington Park (2001, 2006, 2012)
- Estoril (2001, 2011, 2014-2016)
- Hungaroring (2010, 2013)
- Imola (2011, 2013-2016)
- Interlagos (2007)
- Istanbul (2005-2006)
- Jarama (2001, 2006)
- Le Castellet (2010-2018)
- Montmeló (2008-2009)
- Monza (2004-2005, 2007-2008, 2017-2018)
- Most (2001)
- Nürburgring (2004-2009)
- Red Bull Ring (2013-2018)
- Road Atlanta (2001, 2012)
- Sebring (2001)
- Silverstone (2004-2005, 2007-2011, 2013-2018)
- Spa-Francorchamps (2004-2011, 2016-2018)
- Vallelunga (2001)

## Gallerie immagini vetture categorie dal 2016

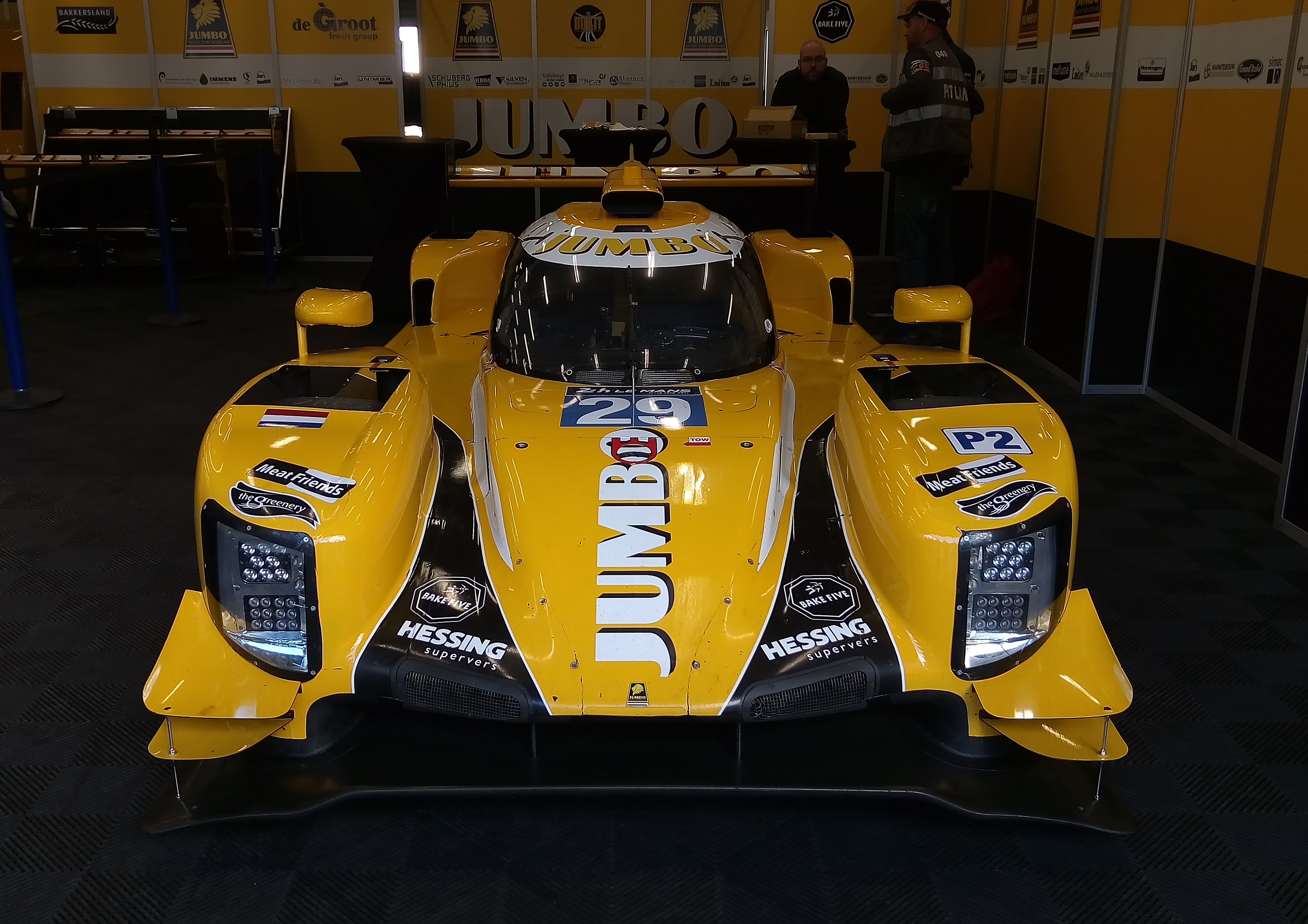
Dallara P217 del Racing Team Nederland (LMP2)
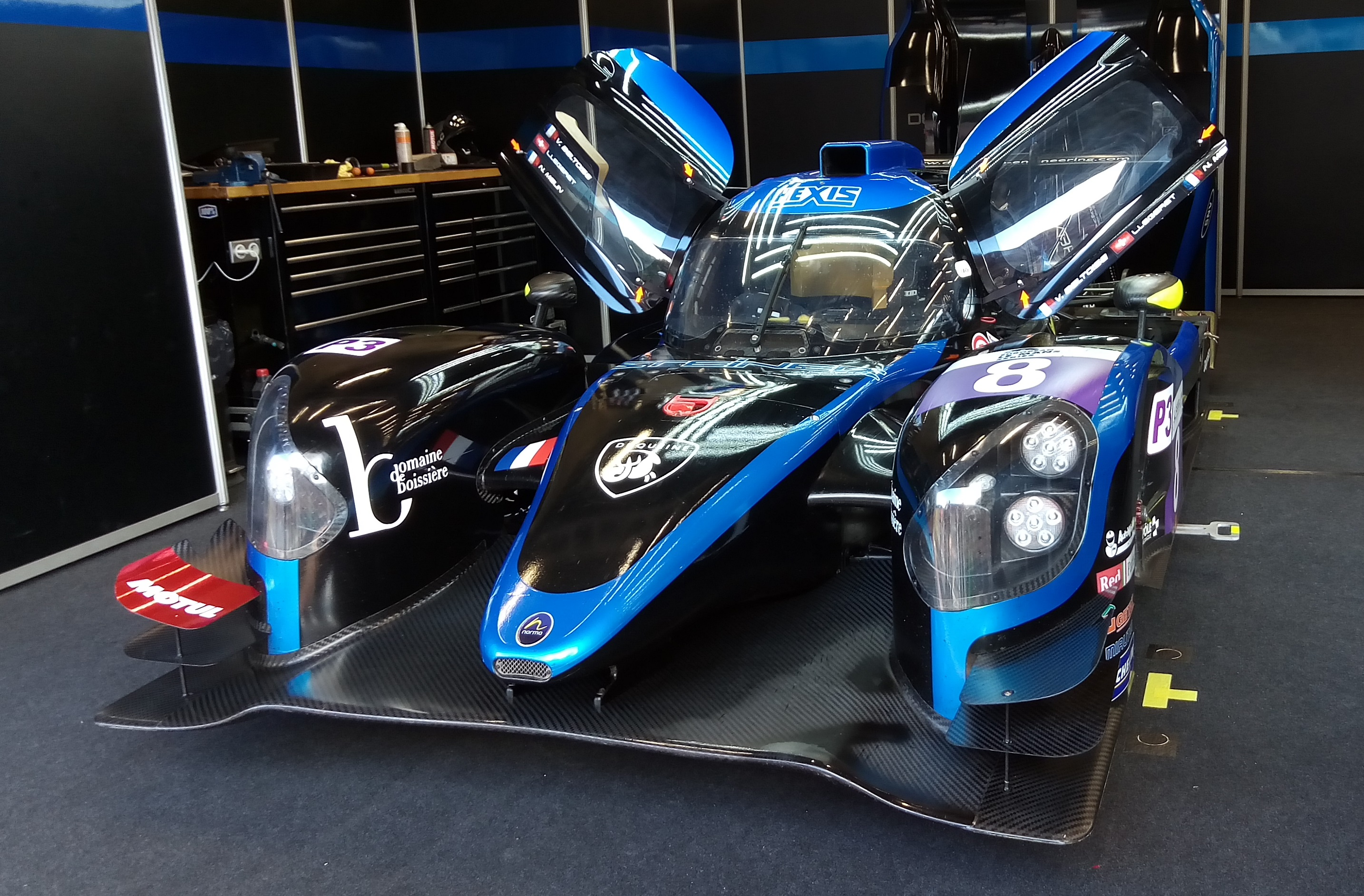
Norma M30 del team Duqeine (LMP3)
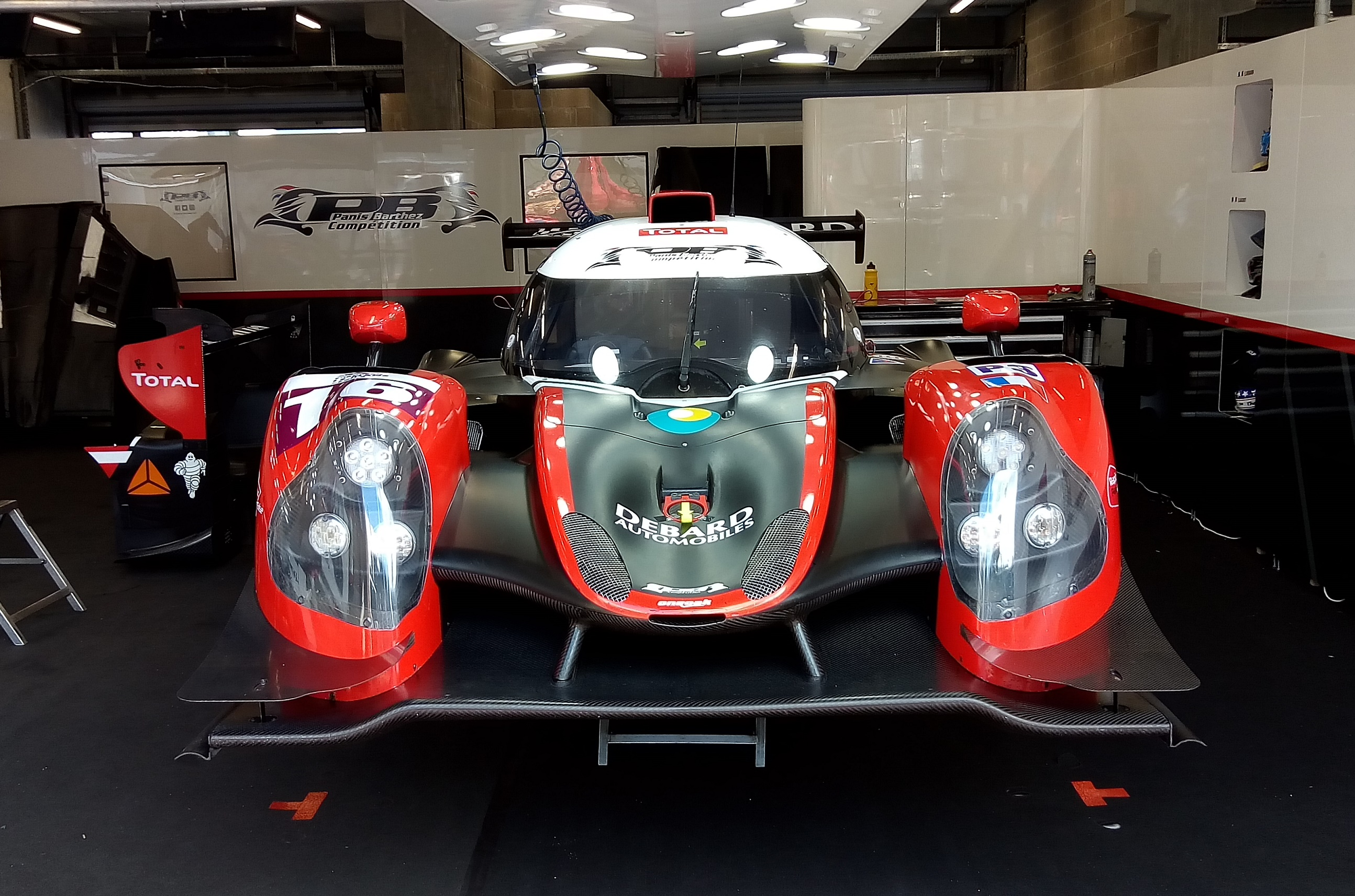
Ligier JS P3 del teamPanis Barthez competition (LMP3)
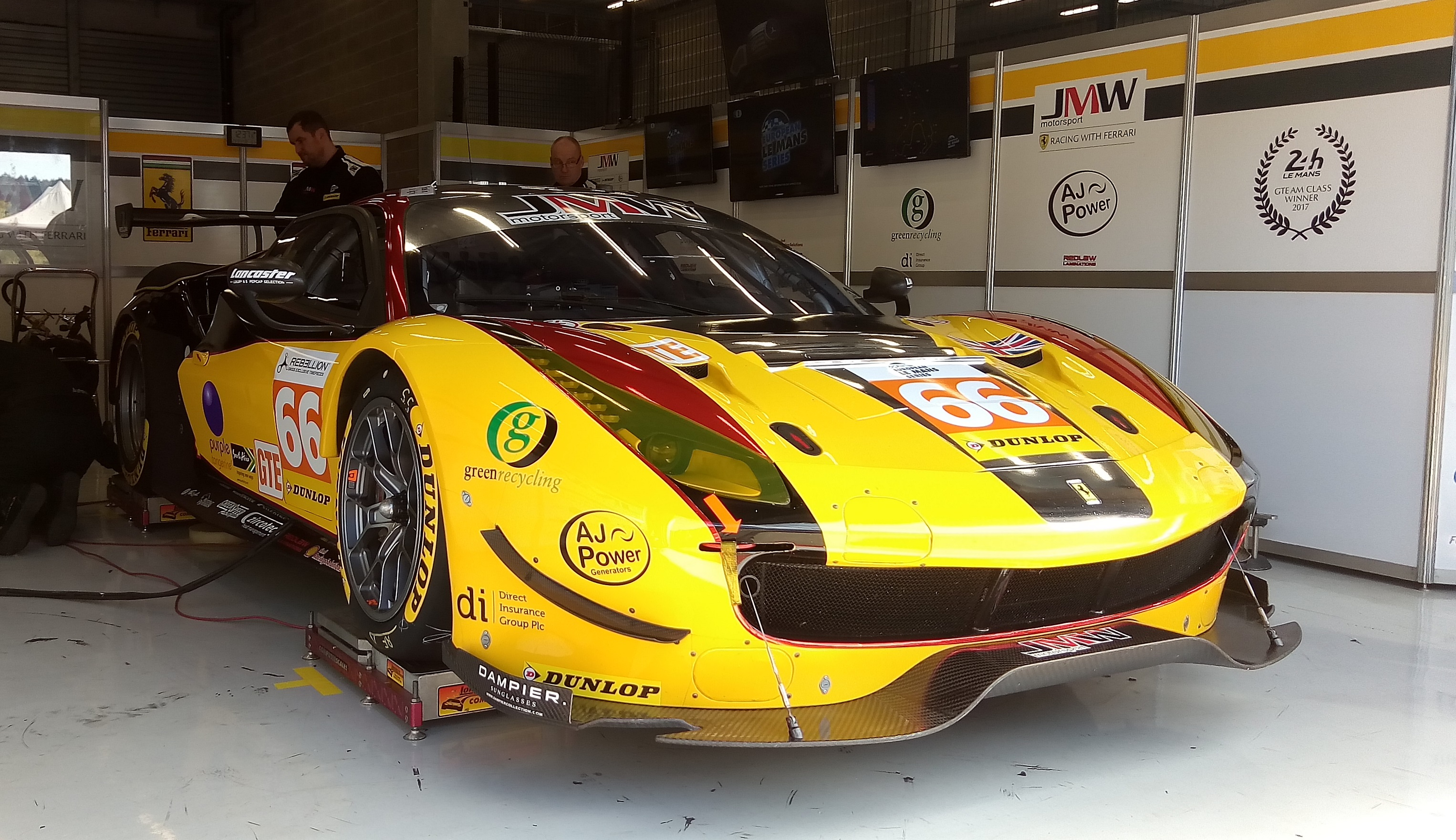
Ferrari 488 GTE del team JMW (GTE)